# II. Alajos liechtensteini herceg
II. Alajos (Aloys Maria Josef Johann Baptista Joachim Philipp Nerius von und zu Liechtenstein; Bécs, 1796. május 26. – Eisgrub, 1858. november 12.) Liechtenstein hercege 1836 és 1858 között. A forradalmat követően 1849-ben egy némileg modernizált alkotmányt vezetett be hercegségében, de csak ideiglenesen.

## Élete
I. János liechtensteini herceg és Josefa zu Fürstenberg-Weitra harmadik gyermekeként született. Tanárai között volt Friedrich Schlegel filozófus is. Olaszországban, Svájcban, Angliában és Skóciában tanult. Katonatiszt apjától eltérően őt inkább a mezőgazdaság és a botanika érdekelte és megbízottjai révén számos növényfajt hozatott be Angliából és a tengerentúlról. Kapcsolatban állt kora művészeivel és bővítette a család híres műgyűjteményét.
Apja 1836-os halála után Alajos örökölte a Liechtensteini hercegséget és a család morvaországi és sziléziai birtokait. Ő volt az első uralkodó herceg, aki meglátogatta a családról elnevezett kis hercegséget (a mai Liechtensteint), 1842-ben és 1847-ben. Az ő uralkodása idején végezték el a Rajna szabályozását és lényegesen lecsökkent az árvízveszély. 1852-ben vámszerződést kötött Ausztriával, amellyel megteremtette a gazdasági fejlődés alapját. 
1848 tavaszán Liechtensteinbe is eljutottak a forradalmi eszmék és a hercegség népe liberális alkotmányt követelő petíciót juttatott el Alajoshoz. A herceg először megszüntetett néhány feudális jellegű adót és kötelezettséget és 1849. március 7-én kiadott rendeleteiben engedélyezte hogy a nép képviselői is részt vegyenek a politika irányításában. Miután 1852-ben a liberális forradalom megbukott, visszavonta a rendeleteit. 

## Családja
Alajos 1831-ben feleségül vette Franziska Kinsky von Wchinitz und Tettau grófnőt (1813 – 1881). Tizenegy gyermekük született:
- Marie Franziska de Paula Theresia Josepha (1834 – 1909) feleségül ment Ferdinand von Trauttmansdorff-Weinsberg grófhoz
- Carolina Maria Josepha Walpurgis Nestoria (1836 – 1885) feleségül ment Alexander von Schönburg-Hartenstein herceghez
- Sophie Marie Gabriele Pia (1837 – 1899) feleségül ment Karl von Löwenstein-Wertheim-Rosenberg herceghez
- Aloysia Maria Gabriela Hyppolita (1838 – 1920) feleségül ment Heinrich von Fünfkirchen grófhoz
- Ida Maria Lamberta Theresia Franziska de Paula (1839 – 1921) feleségül ment Adolf Joseph zu Schwarzenberg herceghez
- Johann Maria Franz Placidus (1840–1929) Liechtenstein hercege
- Franziska Xaveria Maria David (1841 – 1858)
- Henriette Maria Norberta (1843 – 1931) feleségül ment unokatestvéréhez, Alfred von Liechtensteinhez
- Anna Maria Francisca de Paula Leandra (1846 – 1924) feleségül ment Georg Christian von Lobkowicz herceghez
- Therese Maria Josepha Martha (1850 – 1958) feleségül ment Arnulf bajor herceghez
- Franz de Paula Maria Karl August (1853–1938) Liechtenstein hercege

## Fordítás
- Ez a szócikk részben vagy egészben  az   Aloys II, Prince of Liechtenstein című angol Wikipédia-szócikk ezen változatának fordításán alapul.  Az eredeti cikk szerkesztőit annak laptörténete sorolja fel. Ez a jelzés csupán a megfogalmazás eredetét és a szerzői jogokat jelzi, nem szolgál a cikkben szereplő információk forrásmegjelöléseként.

| Előző uralkodó: I. János | Liechtenstein hercege 1836 - 1858 | Következő uralkodó: II. János |